# Baby Boy (cançó)
«Baby Boy» és una cançó de la cantautora nord-americana Beyoncé Knowles de l'àlbum d'estudi de debut en solitari, Dangeroulsy in Love (2003), amb l'ajut del cantant jamaicà Sean Paul. Va escriure la cançó en col·laboració amb Jay-Z, Robert Waller, i el productor Scott Storch.
Conté una interpolació lírica de la cançó «No Fear» del grup de hip-hop O.G.C. «Baby Boy» és una cançó de dancehall i rhythm and blues amb influències caribenyes i asiàtiques. La cançó parla de les fantasies d'una dona.
Columbia Records van produir «Baby Boy» com el segon solo de Dangerously in Love a les ràdios dels Estats Units el 3 d'agost de 2003. La cançó va coronar US Billboard Hot100 durant nou setmanes consecutives, i va ser el solo de Beyoncé que hi ha set durant més temps número ú.